# Xingfu (köping i Kina, Sichuan, lat 30,99, long 103,65)
Xingfu (kinesiska: 幸福镇, 幸福) är en köping i Kina. Den ligger i provinsen Sichuan, i den sydvästra delen av landet, omkring 54 kilometer nordväst om provinshuvudstaden Chengdu. Antalet invånare är 139 620. Befolkningen består av 69 702 kvinnor och 69 918 män. Barn under 15 år utgör 11,0 %, vuxna 15-64 år 77 %, och äldre över 65 år 11,0 %.
Genomsnittlig årsnederbörd är 1 318 millimeter. Den regnigaste månaden är juli, med i genomsnitt 377 mm nederbörd, och den torraste är december, med 11 mm nederbörd.